# Gürcan Gürsel
Gürcan Gürsel, född 1 januari 1959 i Turhal, är en turkisk serietecknare.
Gürcan Gürsel började studera grafiskt måleri på Academy of Fine Arts i Istanbul 1977. Hans serier har blivit publicerade i flera turkiska dagstidningar och serietidningar. Han flyttade till Belgien 1988, och började teckna erotiska skämtserier för tidningen Rooie Oortjes.